# Bugsy Siegel
Benjamin "Bugsy" Siegel, född 28 februari 1906 i Williamsburg i Brooklyn i New York, död 20 juni 1947 i Beverly Hills, Los Angeles, Kalifornien, var en amerikansk brottsling nära knuten till maffian. Han ägde också Flamingo Hotel i Las Vegas och var en av de drivande krafterna i stadens tillväxt. Siegel var kompanjon med Meyer Lansky.
På kvällen den 20 juni 1947 sköts Siegel ihjäl i sin villa på 810 Linden Drive i Beverly Hills.